# Make It Rain
„Make It Rain” – to cover utworu autorstwa Foy Vance'a wykonany przez brytyjskiego wokalistę Eda Sheerana. Wydany został 2 grudnia 2014 roku przez wytwórnię płytową Atlantic Records na potrzeby odcinka siódmego sezonu serialu Synowie Anarchii. Twórcą tekstu utworu jest Foy Vance, natomiast jego produkcją zajął się Jake Gosling. „Make It Rain” dotarł do 34. miejsca na liście przebojów w Stanach Zjednoczonych.

## Pozycje na listach przebojów
| Kraj              | Lista (2014-15)         | Pozycja |
| ----------------- | ----------------------- | ------- |
| Australia         | Top 50 Singles          | 26      |
| Francja           | Top 200 Singles         | 103     |
| Irlandia          | Top 50 Singles          | 58      |
| Kanada            | Canadian Hot 100        | 27      |
| Nowa Zelandia     | Top 40 Singles          | 23      |
| Stany Zjednoczone | Hot 100                 | 34      |
| Szkocja           | Scottish Singles Top 40 | 23      |
| Wielka Brytania   | Singles Top 100         | 38      |